# Aglais nigridorsata
Aglais nigridorsata är en fjärilsart som beskrevs av Raynor 1909. Aglais nigridorsata ingår i släktet Aglais och familjen praktfjärilar. Inga underarter finns listade i Catalogue of Life.